# Couleur dure
Dans le domaine de l'astronomie des rayons X, le terme de couleur dure désigne la mesure de l'intensité relative de deux régions du spectre électromagnétique situées dans le domaine des rayons X énergétiques (partie « dure » du spectre, ou hard en anglais). Ceci apparaît comme une sorte de généralisation au concept d'indice de couleur dans le domaine des rayons X. Transcrit dans le voisinage du domaine visible, la couleur dure correspond au rapport entre la partie ultraviolette et la partie de haute énergie (bleu) du spectre visible, en l'occurrence l'indice U-B, par opposition à l'indice V-R pour la couleur molle.
Le concept de couleur dure s'oppose à la couleur molle, correspondant à une région moins énergétique du spectre (dont la valeur dépend de celle utilisée pour la couleur dure).

## Définition
La couleur dure est définie à partir de trois (ou éventuellement quatre) bandes spectrales dans le domaine des rayons X. Elle est donnée par le rapport des intensités mesurées entre la dernière et l'avant-dernière bande (les deux bandes les plus énergétiques). Le choix des deux bandes définissant la couleur molle est essentiellement déterminé par la nature de la source considérée. Dans le cas d'une binaire X, on prendra deux bandes énergétiques (par exemple de 6 à 9 keV et de 9 à 18 keV), alors que pour des noyaux actifs de galaxies on préfèrera des bandes dont l'énergie maximale n'excède pas 1 ou 2 keV.

## Application
On peut, à l'aide de la couleur molle et de la couleur dure, déterminer la position d'un objet (de son spectre) sur un diagramme appelé diagramme couleur-couleur, correspondant plus ou moins aux diagramme de chromaticité en colorimétrie. Divers objets astrophysiques, notamment les binaires X, sont classifiées selon les positions qu'ils peuvent prendre dans un tel diagramme (source Z et source atoll, notamment).

## Référence
- (en) Walter H. G. Levin, Jan van Paradijs et Edward P. G. van den Heuvel (éditeurs), X-Ray Binaries, Cambridge University Press, 1995, 664 p. (ISBN 0521416841), page 315.